# Секуца
Секуца (рум. Săcuța) — село у повіті Сучава в Румунії. Входить до складу комуни Бороая.
Село розташоване на відстані 320 км на північ від Бухареста, 37 км на південь від Сучави, 99 км на захід від Ясс.

## Населення
За даними перепису населення 2002 року у селі проживали 596 осіб, усі — румуни. Усі жителі села рідною мовою назвали румунську.